# Данило Фурунџић
Данило Фурунџић (Београд, 1980) је српски професор на Архитектонском факултету у Београду, специјализовао се у пољу управљања инфраструктурних пројеката у урбаним срединама, тренутно је менаџер Универзитета у Београду.

## Биографија
Фурунџић је рођен 1980. године у Београду, где је завршио Математичку гимназију, као носилац Вукове дипломе. На Архитектонском факултету у Београду је дипломирао (2004), као студент генерације. Био је стипендиста Републичке фондације за развој научног и уметничког подмлатка (2000-2004), Амбасаде Kраљевине Норвешке у Београду – стипендија „За генерацију која обећава“, Задужбине Студеница, Фонда Цептер (1997-2000).
Добио је француску стипендију (2005-2006), завршио последипломске студије Централне школе у Паризу (École Centrale Paris - ÉCP), одбранио рад (Différentes phases de projets dans les affaires architectural) и стекао инострану диплому (Mastère Spécialisé en Génie Industriel - ÉCP). Докторску дисертацију Данила С. Фурунџића „Дефинисање модела оцене исплативости планираних урбанистичких параметара стамбено-пословних зона Београда“, одбрањену на Архитектонском факултету Универзитета у Београда, Привредна комора Србије наградила је као једну од десет најбољих у Србији у школској 2016/2017.
Учествује у настави на основним, дипломским и специјалистичким студијама као асистент (2008), доцент (2017) и ванредни професор (2021) на Департману за урбанизам на Архитектонском факултету Универзитета у Београду. Објавио је више радова у међународним часописима и зборницима. Учествује на међународним и домаћим научним пројектима. Kоаутор је монографија: 
- „Инфраструктура: Транспорт – Будућност урбаног транспорта“ и
- “Инфраструктура: Независни шински систем - Метро систем - Пројекат Београдског метроа“.[3]

По избору у професорско звање од 2023. године ради као Менаџер Универзитета у Београду где спроводи реструктуирање процеса управљања универзитетском и задужбинском имовином и обнавља пројекат изградње Блока 32 Фондације за решавање стамбених потреба младих научних радника Универзитета у Београду.